# Straßenradsport-Weltmeisterschaften 2019

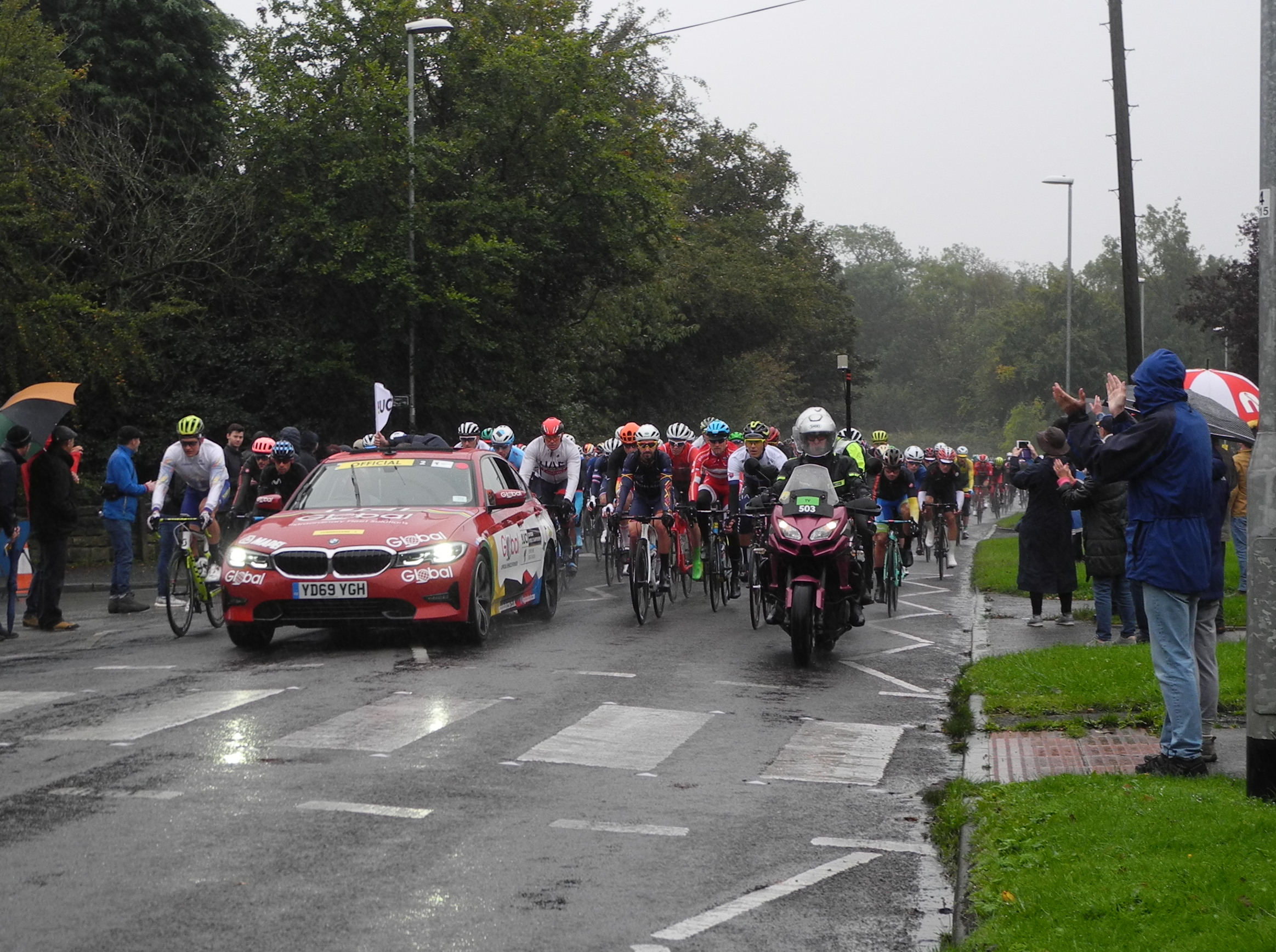
Start des Straßenrennens der Männer

Die Straßenradsport-Weltmeisterschaften 2019 fanden vom 22. bis 29. September in der britischen Region Yorkshire statt.
Mittelpunkt und Ziel aller Rennen waren in Harrogate. Dort endete im Jahr 2014 die erste Etappe der Tour de France bei großem Zuschauerinteresse.
Die Weltmeisterschaften setzten sich aus insgesamt elf Wettbewerben zusammen, je einem Straßenrennen und einem Einzelzeitfahren für Männer und Frauen, für U23-Fahrer, Junioren und Juniorinnen.
Im Rahmen der Straßenradsport-Weltmeisterschaften 2018 in Innsbruck gab der Weltradsportverband UCI bekannt, dass bei der WM 2019 ein neuer Zeitfahrwettbewerb eingeführt werden soll, eine gemischte Staffel aus je drei Männern und drei Frauen aus dem Kreis von Nationalmannschaften. Dieser Wettbewerb ersetzt das bisherige Mannschaftszeitfahren von kommerziellen Radsportteams. Zunächst starten in diesem die drei Männer eines Teams und werden dann nach der Hälfte der Distanz von den drei Frauen abgelöst. Die Zeitmessung erfolgt nach der zweiten Sportlerin im Ziel. Dieser neue Wettbewerb stellte am Sonntag, den 22. September, den Auftakt der Weltmeisterschaften dar.
Das Staffelrennen zählte sowohl für die UCI-Weltranglisten der Männer und Frauen wie auch für die Qualifikation zu den Olympischen Spielen 2020 in Tokio. Die besten zehn Teams erhielten ein Gesamt-Preisgeld von 166.000 Euro.
Im Rahmen dieser Weltmeisterschaften wurden auch C1-Rennen im Paracycling ausgetragen.

## Wettkämpfe
| Datum                     | Zeit          | Klasse                  | Distanz (km)  | Runden        | Höhenmeter    | Start–Ziel              | Weltmeister(in) 2019 | Weltmeister(in) 2018 |
| Mixed-Staffel             | Mixed-Staffel | Mixed-Staffel           | Mixed-Staffel | Mixed-Staffel | Mixed-Staffel | Mixed-Staffel           | Mixed-Staffel        | Mixed-Staffel        |
| ------------------------- | ------------- | ----------------------- | ------------- | ------------- | ------------- | ----------------------- | -------------------- | -------------------- |
| Sonntag, 22. September    | 13:20         | Elite Frauen und Männer | 27,6          | 2             | 492           | Harrogate–Harrogate     | Niederlande          | nicht ausgetragen    |
| Einzelzeitfahren          |               |                         |               |               |               |                         |                      |                      |
| Montag, 23. September     | 10:10         | Juniorinnen             | 13,7          | 1             | 246           | Harrogate–Harrogate     | Aigul Garejewa       | Rozemarijn Ammerlaan |
| Montag, 23. September     | 13:10         | Junioren                | 27,6          | 2             | 492           | Harrogate–Harrogate     | Antonio Tiberi       | Remco Evenepoel      |
| Dienstag, 24. September   | 10:10         | Männer (U23)            | 30,3          | 1             | 474           | Ripon–Harrogate         | Mikkel Bjerg         | Mikkel Bjerg         |
| Dienstag, 24. September   | 14:40         | Elite Frauen            | 30,3          | 1             | 474           | Ripon–Harrogate         | Chloé Dygert         | Annemiek van Vleuten |
| Mittwoch, 25. September   | 13:10         | Elite Männer            | 54            |               | 684           | Northallerton–Harrogate | Rohan Dennis         | Rohan Dennis         |
| Straßenrennen             |               |                         |               |               |               |                         |                      |                      |
| Donnerstag, 26. September | 12:10         | Junioren                | 148,1         |               | 217           | Richmond–Harrogate      | Quinn Simmons        | Remco Evenepoel      |
| Freitag, 27. September    | 08:40         | Juniorinnen             | 92            |               | 622           | Doncaster–Harrogate     | Megan Jastrab        | Laura Stigger        |
| Freitag, 27. September    | 14:00         | Männer U 23 (*)         | 171,6         | 2             |               | Doncaster–Harrogate     | Samuele Battistella  | Marc Hirschi         |
| Samstag, 28. September    | 11:40         | Elite Frauen            | 150           | 3             | 2394          | Bradford–Harrogate      | Annemiek van Vleuten | Anna van der Breggen |
| Sonntag, 29. September    | 09:00         | Elite Männer (**)       | 260,7         | 7             | 3035          | Leeds–Harrogate         | Mads Pedersen        | Alejandro Valverde   |

Uhrzeiten: BST = MESZ – 1 Stunde

(*): Das U23-Rennen wurde wegen der erwarteten schlechten Sichtbedingungen in den späten Abendstunden um eine Zielrunde gekürzt und die Startzeit um 10 Minuten nach vorne verlegt.
(**): Der Start des Rennens der Männer (Elite) wurde wegen zum Teil überfluteter Straßen um 20 Minuten nach hinten verlegt und um eine Zielrunde gekürzt.

## Resultate und Verlauf

### Männer/Frauen Elite Mixed-Staffel
| Platz | Land           | Fahrer                                                | Fahrerinnen                                         | Zeit (min)             | Abstand (min) |
| ----- | -------------- | ----------------------------------------------------- | --------------------------------------------------- | ---------------------- | ------------- |
| 1     | Niederlande    | Koen Bouwman Bauke Mollema Jos van Emden              | Lucinda Brand Riejanne Markus Amy Pieters           | 38:27,60 (43,058 km/h) |               |
| 2     | Deutschland    | Tony Martin Nils Politt Jasha Sütterlin               | Lisa Brennauer Lisa Klein Mieke Kröger              | 38:50,35               | + 0:22,75     |
| 3     | Großbritannien | John Archibald Daniel Bigham Harry Tanfield           | Lauren Dolan Anna Henderson Joscelin Lowden         | 39:18,87               | + 0:51,27     |
| 4     | Italien        | Edoardo Affini Davide Martinelli Elia Viviani         | Elena Cecchini Tatiana Guderzo Elisa Longo Borghini | 39:23,49               | + 0:55,89     |
| 5     | Frankreich     | Bruno Armirail Jérôme Cousin Romain Seigle            | Aude Biannic Coralie Demay Séverine Eraud           | 39:50,64               | + 1:23,04     |
| 6     | Schweiz        | Robin Froidevaux Claudio Imhof Joel Suter             | Elise Chabbey Marlen Reusser Kathrin Stirnemann     | 39:54,54               | + 1:26,94     |
| 7     | Slowenien      | Tadej Pogačar Jaka Primozic Jan Tratnik               | Urška Bravec Eugenia Bujak Urška Pinter             | 40:25,00               | + 1:57,40     |
| 8     | Dänemark       | Julius Johansen Christoffer Lisson Martin Toft Madsen | Julie Leth Pernille Mathiesen Louise Norman Hansen  | 40:31,98               | + 2:04,38     |
| 9     | Belgien        | Jan Bakelants Frederik Frison Senne Leysen            | Sofie De Vuyts Valerie Demey Julie Van de Velde     | 41:00,31               | + 2:32,71     |
| 10    | Spanien        | Jonathan Castroviejo Lluís Mas Sebastián Mora         | Mavi García Sheyla Gutiérrez Lourdes Oyarbide       | 41:10,42               | + 2:42,82     |

Streckenlänge: 27,6 Kilometer.

Es gingen elf Mannschaften an den Start.
Das niederländische Team gewann die Mixed-Staffel auf einer hügeligen und technisch anspruchsvollen Strecke, wobei das Männertrio zur Übergabe bereits eine Bestzeit vorlegte. Die deutschen Männer lagen zur Halbzeit auf Rang fünf. Durch die Bestzeit der deutschen Frauen gewann das deutsche Sextett die Silbermedaille. Die Bronzemedaille ging an das britische Team, welches die Italiener (4.) noch abfing. Die Italiener wurden durch einen Reifendefekt von Elisa Longo Borghini behindert, die nach einer langen Aufholjagd erst auf dem Schlusskilometer zu ihren Kolleginnen aufschließen konnte.

### Frauen Elite

#### Straßenrennen

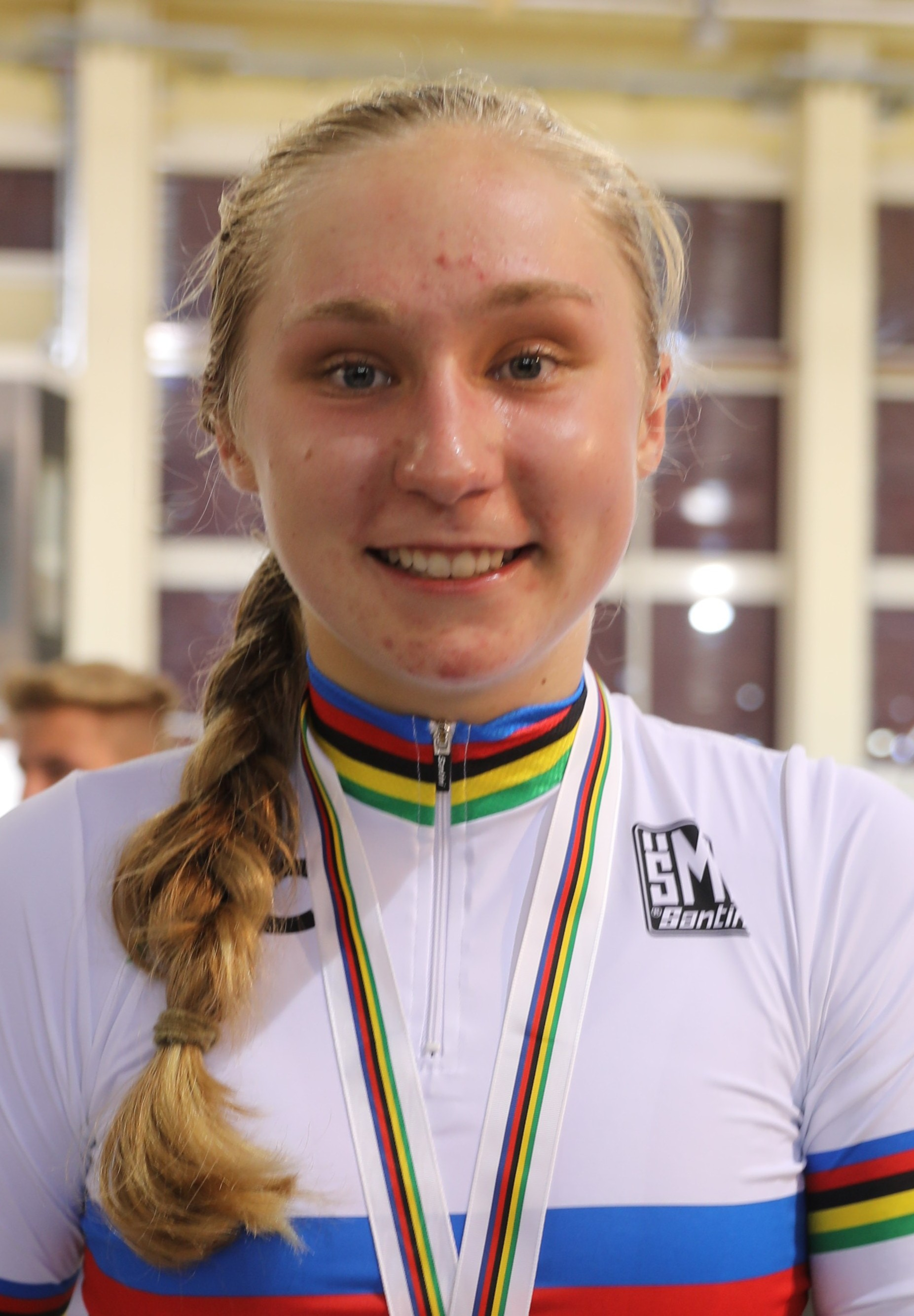
Megan Jastrab (hier bei der Bahn-WM) gewann das Straßenrennen der Juniorinnen

| Platz | Athletin             | Land | Zeit                    |
| ----- | -------------------- | ---- | ----------------------- |
| 1     | Annemiek van Vleuten | NED  | 4:06:05 h (36,427 km/h) |
| 2     | Anna van der Breggen | NED  | + 2:15                  |
| 3     | Amanda Spratt        | AUS  | +2:28                   |
| 4     | Chloé Dygert         | USA  | + 3:24                  |
| 5     | Elisa Longo Borghini | ITA  | + 4:45                  |
| 6     | Marianne Vos         | NED  | + 5:20                  |
| 7     | Marta Bastianelli    | ITA  | gl. Zeit                |
| 8     | Ashleigh Moolman     | RSA  | gl. Zeit                |
| 9     | Lisa Brennauer       | GER  | gl. Zeit                |
| 10    | Coryn Rivera         | USA  | gl. Zeit                |
| 11    | Christine Majerus    | LUX  | gl. Zeit                |
|       |                      | …    |                         |
| 21    | Elise Chabbey        | SUI  | gl. Zeit                |
| 34    | Marlen Reusser       | SUI  | + 5:31                  |
| 48    | Clara Koppenburg     | GER  | + 6:25                  |
| 49    | Lisa Klein           | GER  | + 6:43                  |
| 66    | Liane Lippert        | GER  | + 9:53                  |
| 70    | Franziska Koch       | GER  | + 12:55                 |
| 75    | Angelika Tazreiter   | AUT  | + 13:50                 |

Streckenlänge: 149,4 Kilometer

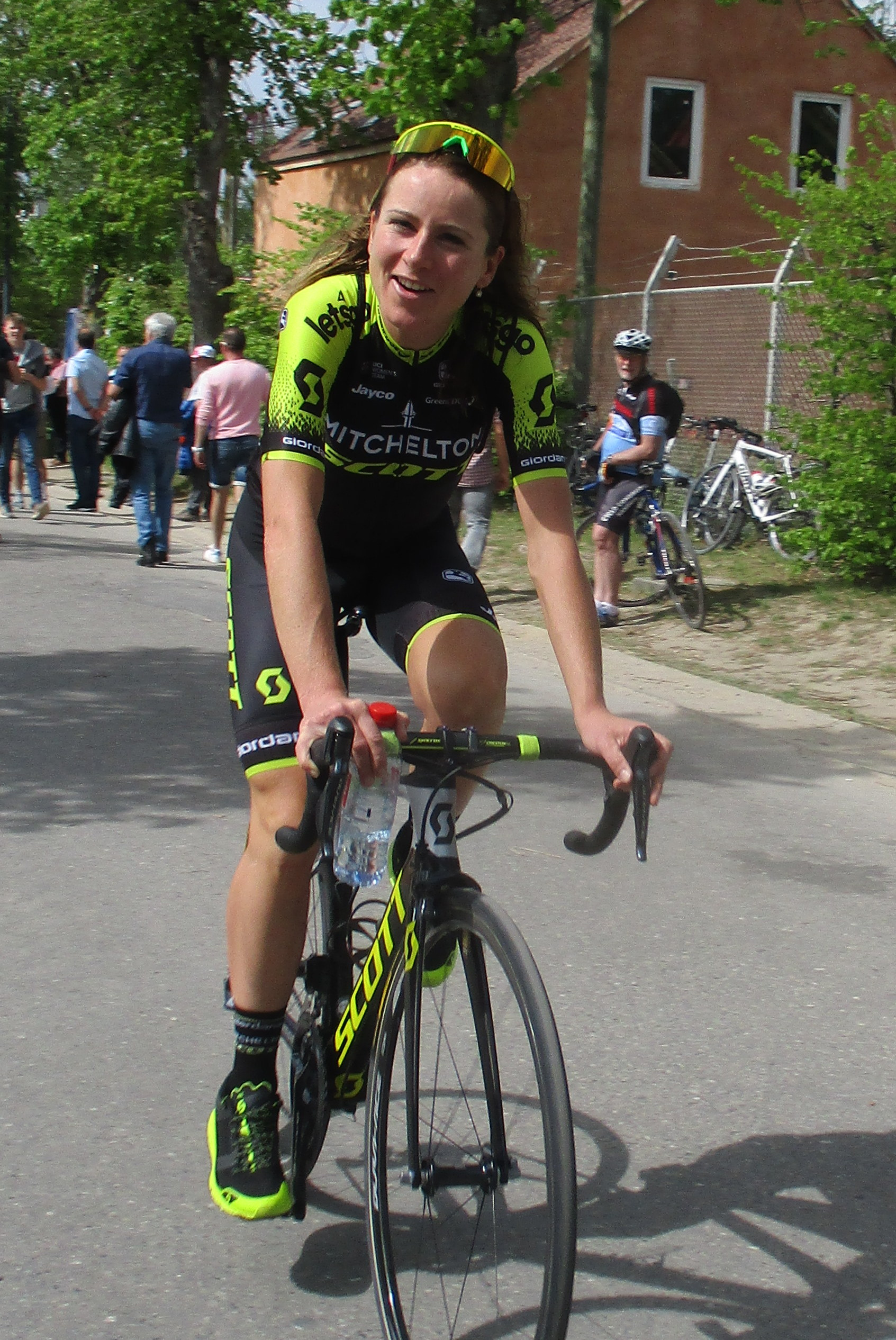
Straßen-Weltmeisterin wurde Annemiek van Vleuten (hier bei der Flèche Wallonne 2019)

Es gingen 152 Fahrerinnen aus 49 Nationen an den Start, von denen 88 das Ziel erreichten.
Neue Weltmeisterin wurde nach einer Alleinfahrt von 104 Kilometern Annemiek van Vleuten. Als van Vleuten an einem Anstieg attackierte, bildete sich hinter ihr eine siebenköpfige Verfolgergruppe, die von van Vleutens niederländischer Teamkollegin Anna van der Breggen kontrolliert wurde. Diese Gruppe zerfiel nach und nach. Vier ihrer Mitglieder belegten die Plätze zwei bis fünf: van der Breggen (2. auf 2:15 Minuten), Amanda Spratt (3. auf 2:28), Chloé Dygert (nach einer erfolglosen Konterattacke 4. auf 3:24), und Elisa Longo Borghini (5. auf 4:45); während Soraya Paladin, Cecilie Uttrup Ludwig und Clara Koppenburg vom durch Marianne Vos (6. auf 5:20) angeführten Hauptfeld eingeholt wurden.

#### Einzelzeitfahren

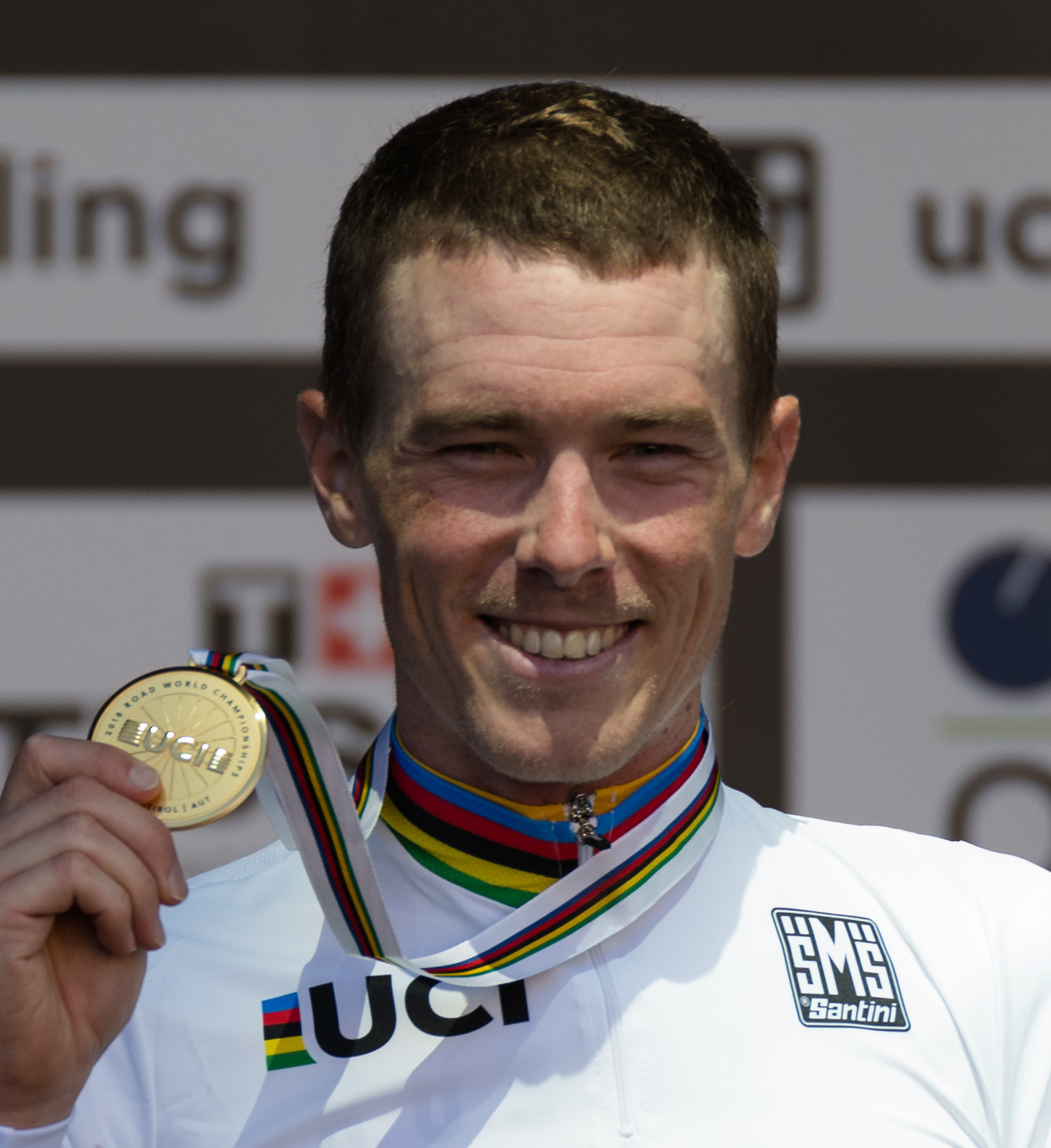
Rohan Dennis (2018)

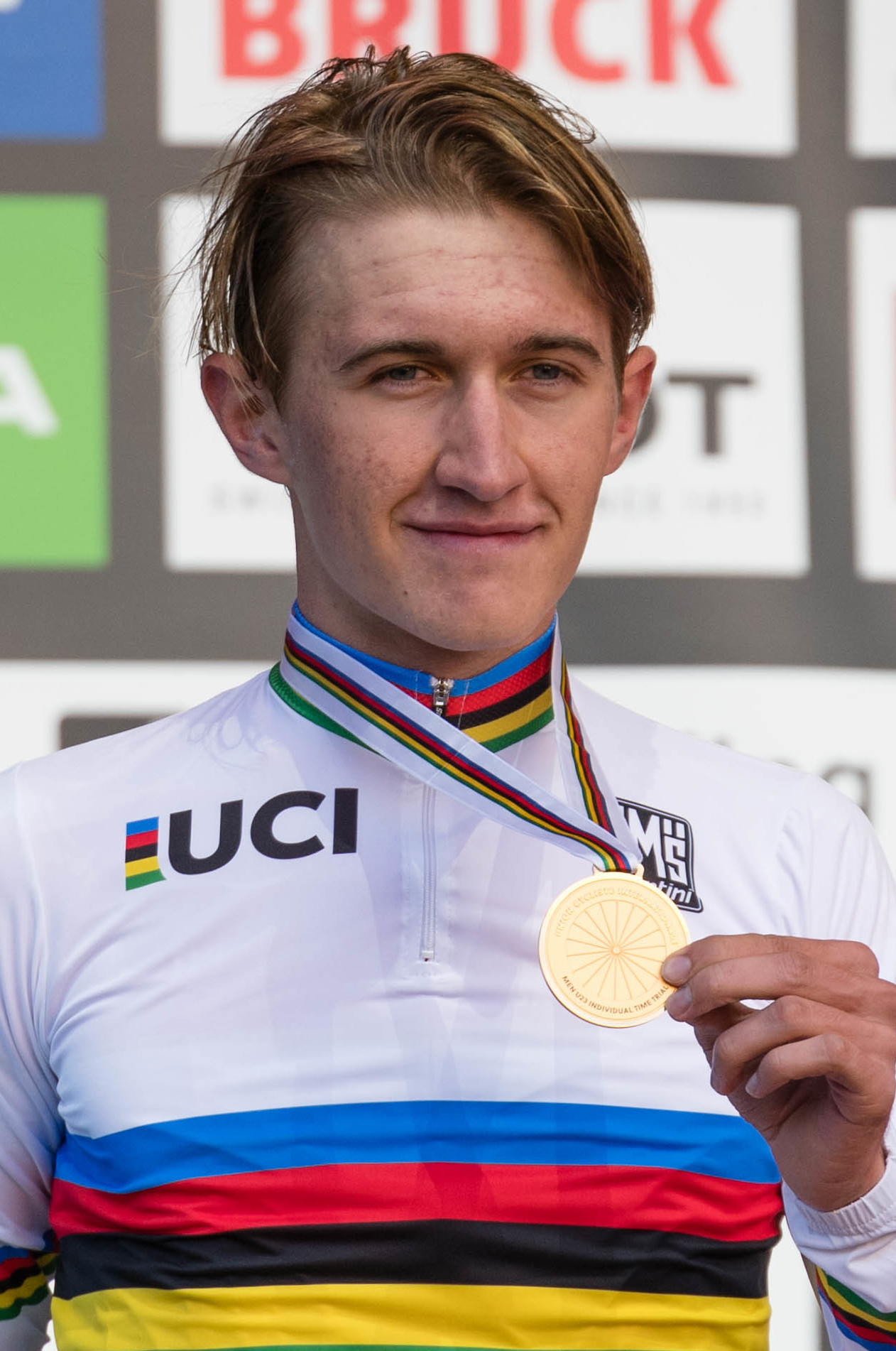
Mikkel Bjerg (hier 2018) verteidigte seinen Zeitfahrtitel aus dem Vorjahr

| Platz | Athletin             | Land | Zeit (min)             | Abstand (min) |
| ----- | -------------------- | ---- | ---------------------- | ------------- |
| 1     | Chloé Dygert         | USA  | 42:11,57 (43,088 km/h) |               |
| 2     | Anna van der Breggen | NED  | 43:43,92               | + 1:32,35     |
| 3     | Annemiek van Vleuten | NED  | 44:04,23               | + 1:52,66     |
| 4     | Amber Neben          | USA  | 44:49,98               | + 2:38,41     |
| 5     | Lisa Klein           | GER  | 44:52,36               | + 2:40,79     |
| 6     | Marlen Reusser       | SUI  | 45:13,66               | + 3:02,09     |
| 7     | Leah Thomas          | USA  | 45:24,23               | + 3:12,66     |
| 8     | Lucinda Brand        | NED  | 45:27,19               | + 3:15,62     |
| 9     | Alena Amjaljussik    | BLR  | 45:29,13               | + 3:17,56     |
| 10    | Lisa Brennauer       | GER  | 45:31,37               | + 3:19,80     |
|       |                      | …    |                        |               |
| 20    | Anna Kiesenhofer     | AUT  | 46:51,39               | + 4:39,82     |
| 22    | Elise Chabbey        | SUI  | 47:20,92               | + 5:09,35     |

Streckenlänge: 30,3 Kilometer

Es starteten 53 Fahrerinnen aus 33 Ländern.

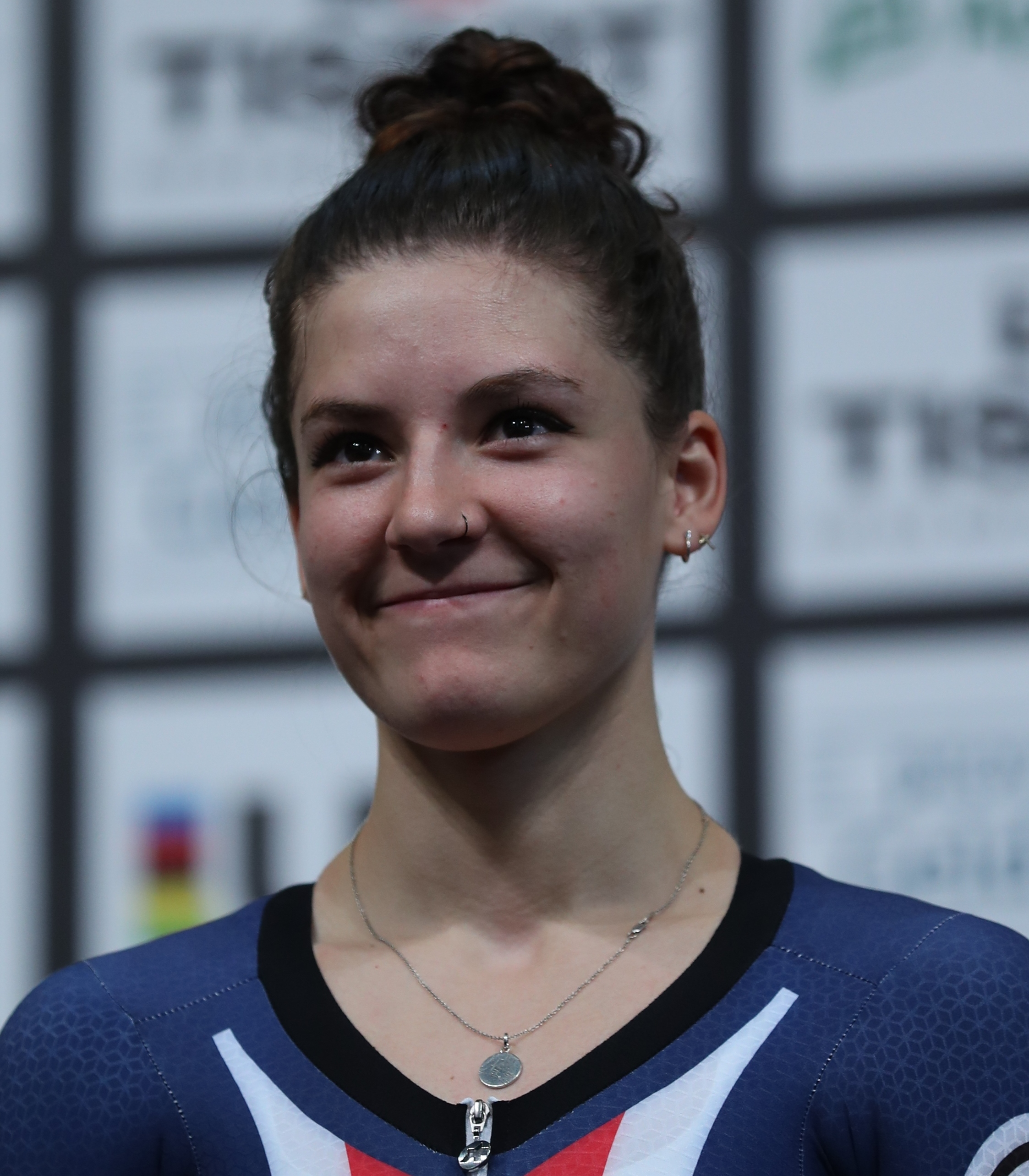
Chloé Dygert (2018)

Das Rennen wurde aufgrund Überflutungen mit 40 Minuten Verzögerung gestartet. Auf regennasser Straßen gewann überraschenderweise die 22-jährige US-Amerikanerin Chloé Dygert vor den favorisierten Niederländerinnen Anna van der Breggen und Annemiek van Vleuten, die im Vorjahr die ersten beiden Plätze belegt hatten.

### Männer Elite

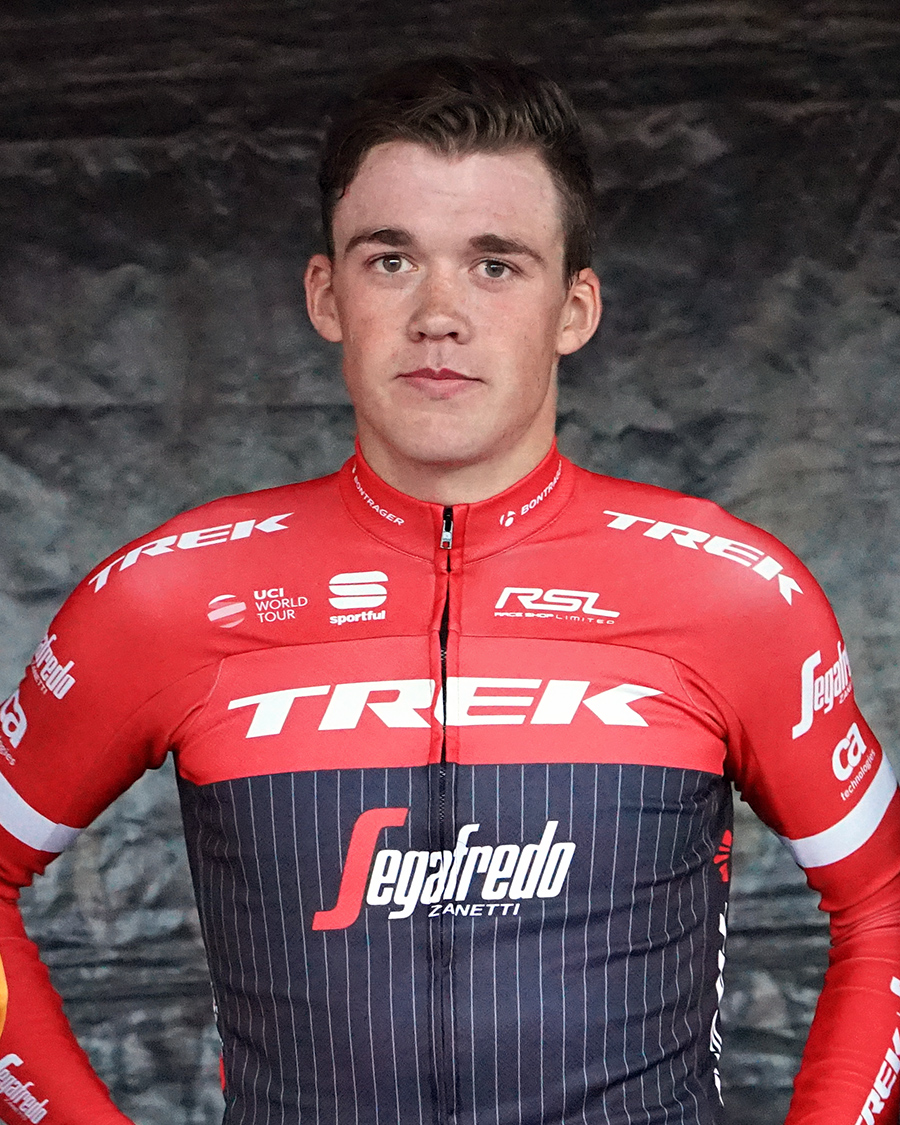
Der 23-jährige Däne Mads Pedersen wurde in Yorkshire Straßenweltmeister

#### Straßenrennen
| Platz | Athlet              | Land | Zeit                    |
| ----- | ------------------- | ---- | ----------------------- |
| 1     | Mads Pedersen       | DEN  | 6:27:28 h (40,370 km/h) |
| 2     | Matteo Trentin      | ITA  | gl. Zeit                |
| 3     | Stefan Küng         | SUI  | + 0:02                  |
| 4     | Gianni Moscon       | ITA  | + 0:17                  |
| 5     | Peter Sagan         | SLO  | + 0:43                  |
| 6     | Michael Valgren     | DEN  | + 0:45                  |
| 7     | Alexander Kristoff  | NOR  | + 1:10                  |
| 8     | Greg Van Avermaet   | BEL  | gl. Zeit                |
| 9     | Gorka Izagirre      | ESP  | gl. Zeit                |
| 10    | Rui Costa           | POR  | gl. Zeit                |
|       |                     | …    |                         |
| 15    | John Degenkolb      | GER  | gl. Zeit                |
| 19    | Nils Politt         | GER  | + 1:22                  |
| 22    | Michael Albasini    | SUI  | + 1:48                  |
| 27    | Marc Hirschi        | SUI  | + 2:20                  |
| 30    | Felix Großschartner | AUT  | + 3:59                  |

Streckenlänge: 260,7 Kilometer

Es gingen 195 Fahrer an den Start, von denen 46 das Ziel erreichten.
Das abschließende Eliterennen der Männer wurde aufgrund von Überschwemmungen um 24 Kilometer verkürzt und fand bei Dauerregen und kühlen Temperaturen von anfänglich 12 Grad statt. Der erst 23-jährige Mads Pedersen wurde überraschend Weltmeister im Sprint aus einer dreiköpfigen Spitzengruppe vor Matteo Trentin und Stefan Küng. Die ersten Drei hatten sich etwa 30 Kilometer vor dem Ziel zusammen mit Gianni Moscon (4. mit 17 Sekunden Rückstand) und dem Mitfavoriten Mathieu van der Poel abgesetzt, der 12 Kilometer vor dem Ziel entkräftet zurückfiel und mit einem Rückstand von 10:52 Minuten nur 43. wurde. Kurz vor dem Ziel lösten sich Peter Sagan (5. mit 43 Sekunden) und Michael Valgren (6. mit 45 Sekunden) aus der Verfolgergruppe, deren Sprint Alexander Kristoff (7. mit 1:10 min) gewann.

#### Einzelzeitfahren
| Platz | Athlet           | Land | Zeit (h)                 | Abstand (min) |
| ----- | ---------------- | ---- | ------------------------ | ------------- |
| 1     | Rohan Dennis     | AUS  | 1:05:05,35 (49,778 km/h) |               |
| 2     | Remco Evenepoel  | BEL  | 1:06:14.28               | + 1:08,93     |
| 3     | Filippo Ganna    | ITA  | 1:07:00,35               | + 1:55,00     |
| 4     | Patrick Bevin    | NZL  | 1:07:02,51               | + 1:57,16     |
| 5     | Alex Dowsett     | GBR  | 1:07:07,12               | + 2:01,77     |
| 6     | Lawson Craddock  | USA  | 1:07:12,62               | + 2:07,27     |
| 7     | Tanel Kangert    | EST  | 1:07:12,95               | + 2:07,60     |
| 8     | Nélson Oliveira  | POR  | 1:07:15,15               | + 2:09,80     |
| 9     | Tony Martin      | GER  | 1:07:32,49               | + 2:27,14     |
| 10    | Stefan Küng      | SUI  | 1:07:52,01               | + 2:46,66     |
|       |                  | …    |                          |               |
| 22    | Nils Politt      | GER  | 1:09:15,55               | + 4:10,20     |
| 34    | Bob Jungels      | LUX  | 1:10:42,05               | + 5:36,70     |
| 35    | Claudio Imhof    | SUI  | 1:11:16,85               | + 6:11,50     |
| 40    | Matthias Brändle | AUT  | 1:12:27,50               | + 7:22,15     |

Streckenlänge: 54,0 Kilometer

Es gingen 57 Fahrer aus 38 Nationen an den Start.
Titelverteidiger Rohan Dennis wiederholte seinen Vorjahreserfolg in seinem ersten Rennen nach seinem Ausstieg unter ungeklärten Umständen bei der Tour de France 2019 vor dem erst 19-jährigen Remco Evenepoel.

### Männer U23

#### Straßenrennen
| Platz | Athlet              | Land | Zeit                    |
| ----- | ------------------- | ---- | ----------------------- |
| 1     | Samuele Battistella | ITA  | 3:53:52 h (44,025 km/h) |
| 2     | Stefan Bissegger    | SUI  | gl. Zeit                |
| 3     | Thomas Pidcock      | GBR  | gl. Zeit                |
| 4     | Sergio Higuita      | COL  | gl. Zeit                |
| 5     | Andreas Kron        | DEN  | gl. Zeit                |
| 6     | Tobias Foss         | NOR  | gl. Zeit                |
| 7     | Pascal Eenkhoorn    | NED  | + 0:38                  |
| 8     | Mikkel Bjerg        | DEN  | gl. Zeit                |
| 9     | Mathieu Burgaudeau  | FRA  | gl. Zeit                |
| 10    | Torjus Sleen        | NOR  | gl. Zeit                |
|       |                     | …    |                         |
| 12    | Georg Zimmermann    | GER  | gl. Zeit                |
| 12    | Kevin Geniets       | LUX  | gl. Zeit                |
| 15    | Jonas Rutsch        | GER  | + 0:40                  |
| 21    | Mauro Schmid        | SUI  | + 2:01                  |
| 23    | Robin Froidevaux    | SUI  | + 3:02                  |
| 36    | Johan Jacobs        | SUI  | gl. Zeit                |
| 44    | Leon Heinschke      | GER  | + 5:11                  |
| 45    | Joel Suter          | SUI  | + 5:21                  |
| 46    | Markus Wildauer     | AUT  | + 7:44                  |
| 47    | Patrick Haller      | GER  | + 7:64                  |
| 51    | Miguel Heidemann    | GER  | + 10:34                 |
| 56    | Luc Wirtgen         | LUX  | + 12:42                 |
| 60    | Patrick Gamper      | AUT  | gl. Zeit                |
| 68    | Stefan Kolb         | AUT  | gl. Zeit                |
| 92    | Arthur Kluckers     | LUX  | gl. Zeit                |
| 95    | Colin Heiderscheid  | LUX  | gl. Zeit                |
| 96    | Michel Ries         | LUX  | gl. Zeit                |

Streckenlänge: 171,6 Kilometer

Es starteten 158 Fahrer aus 46 Ländern, von denen 113 klassiert wurden. Drei Fahrer wurden disqualifiziert.
Der Niederländer Nils Eekhoff gewann den Sprint einer siebenköpfigen Spitzengruppe vor dem Italiener Samuele Battistella. Eekhoff war erst auf dem Schlusskilometer mit zwei anderen Fahrern zu den ersten vier Fahrern aufgeschlossen. Beide Gruppen bildeten sich auf den letzten 20 Kilometern. Eekhoff wurde jedoch wegen verbotenen Windschattenfahrens hinter einem Begleitfahrzeug nach einem Sturz auf den ersten 100 Kilometern des Rennens disqualifiziert und Battistella zum Weltmeister erklärt. Der Kameramann, der die Bilder lieferte, meinte, es habe sich um eine Aktion gehandelt wie er sie in 41 Berufsjahren in über 1000 Aufholjagden nach Stürzen gesehen habe, während die Jury ausführte, es habe sich um einen längeren Zeitraum gehandelt, so dass die härtest mögliche Strafe habe ausgesprochen werden müssen. Die Disqualifikation sei erst nach dem Rennen getroffen worden, da die Bilder erst dann zur Verfügung gestanden hätten.

#### Einzelzeitfahren
| Platz | Athlet            | Land | Zeit (min)             | Abstand (min) |
| ----- | ----------------- | ---- | ---------------------- | ------------- |
| 1     | Mikkel Bjerg      | DEN  | 40:20,42 (45,067 km/h) |               |
| 2     | Ian Garrison      | USA  | 40:46,87               | + 0:26,45     |
| 3     | Brandon McNulty   | USA  | 40:48,11               | + 0:27,69     |
| 4     | Mathias Norsgaard | DEN  | 40:57,20               | + 0:36,78     |
| 5     | Brent Van Moer    | BEL  | 41:03,68               | + 0:43,26     |
| 6     | Morten Hulgaard   | DEN  | 41:16,49               | + 0:56,07     |
| 7     | Nils Eekhoff      | NED  | 41:21,44               | + 1:01,02     |
| 8     | Byron Munton      | RSA  | 41:47,01               | + 1:26,59     |
| 9     | Markus Wildauer   | AUT  | 41:58,60               | + 1:38,18     |
| 10    | Daan Hoole        | NED  | 42:06,21               | + 1:45,79     |
|       |                   | …    |                        |               |
| 13    | Marc Hirschi      | SUI  | 42:12,07               | + 1:51,65     |
| 16    | Kevin Geniets     | LUX  | 42:23,03               | + 2:02,61     |
| 20    | Patrick Gamper    | AUT  | 42:28,35               | + 2:07,03     |
| 23    | Stefan Bissegger  | SUI  | 42:54,02               | + 2:33,60     |
| 25    | Miguel Heidemann  | GER  | 43:05,35               | + 2:44,93     |
| 33    | Juri Hollmann     | GER  | 43:20,69               | + 3:00,27     |

Streckenlänge: 30,3 Kilometer.

Es waren 61 Fahrer aus 38 Nationen gemeldet, ein Fahrer ging nicht an den Start, ein weiterer beendete das Rennen nicht.
Mikkel Bjerg verteidigte seinen Vorjahrestitel. Der Wettbewerb wurde von Starkregen und teilweise bis zu 20 Zentimeter tiefen Pfützen auf der Strecke geprägt. Durch diese Umstände wurden mehrere Stürze ausgelöst.

### Juniorinnen

#### Straßenrennen
| Platz | Athletin             | Land | Zeit                    |
| ----- | -------------------- | ---- | ----------------------- |
| 1     | Megan Jastrab        | USA  | 2:08:00 h (40,312 km/h) |
| 2     | Julie De Wilde       | BEL  | gl. Zeit                |
| 3     | Lieke Nooijen        | NED  | gl. Zeit                |
| 4     | Aigul Garejewa       | RUS  | gl. Zeit                |
| 5     | Elynor Bäckstedt     | GBR  | gl. Zeit                |
| 6     | Noemi Rüegg          | SUI  | + 0:03                  |
| 7     | Kata Blanka Vas      | HUN  | gl. Zeit                |
| 8     | Léa Curinier         | FRA  | + 0:05                  |
| 9     | Silje Mathisen       | NOR  | gl. Zeit                |
| 10    | Magdeleine Vallieres | CAN  | + 0:07                  |
|       |                      | …    |                         |
| 16    | Noëlle Buri          | SUI  | + 0:14                  |
| 30    | Nina Berton          | LUX  | + 1:07                  |
| 42    | Friederike Stern     | GER  | + 1:22                  |
| 53    | Lucy Mayrhofer       | GER  | + 1:35                  |
| 60    | Anna-Helene Zdun     | GER  | + 2:18                  |
| 62    | Annika Liehner       | AUT  | + 2:36                  |
| 75    | Melissa Rouiller     | SUI  | + 5:06                  |
| 79    | Paula Leonhardt      | GER  | + 7:11                  |

Streckenlänge: 86 Kilometer

Es starteten 95 Fahrerinnen aus 33 Nationen; 91 Fahrerinnen kamen ins Ziel.
25 Kilometer vor dem Ziel starteten die Französin Cédrine Kerbaol und die Chilenin Catalina Soto einen Ausreißversuch. Nachdem die Chilenin sich sieben Kilometer vor dem Ziel von der Französin löste, wurde erst die Französin (36.) und dann die Chilenin (17.) drei Kilometer vor dem Ziel eingeholt. Hierauf attackierte die Titelträgerin des Zeitfahrens Aigul Garejewa gefolgt von Megan Jastrab. Jastrab gewann den Sprint, während Garejewa von der Spitze des Verfolgerinnenfelds eingeholt wurde und Platz 4 belegte.

#### Einzelzeitfahren
| Platz | Athletin           | Land | Zeit (min)             | Abstand (min) |
| ----- | ------------------ | ---- | ---------------------- | ------------- |
| 1     | Aigul Garejewa     | RUS  | 22:16,23 (36,910 km/h) |               |
| 2     | Shirin van Anrooij | NED  | 22:19,84               | + 0:03,61     |
| 3     | Elynor Bäckstedt   | GBR  | 22:27,16               | + 0:10,93     |
| 4     | Camilla Alessio    | ITA  | 22:30,86               | + 0:14,63     |
| 5     | Wilma Olausson     | SWE  | 22:33,19               | + 0:16,96     |
| 6     | Leonie Bos         | NED  | 22:37,50               | + 0:21,27     |
| 7     | Zoe Ta-Perez       | USA  | 22:42,14               | + 0:25,91     |
| 8     | Sofia Collinelli   | ITA  | 22:51;61               | + 0:35,38     |
| 9     | Megan Jastrab      | USA  | 23:00,68               | + 0:44,45     |
| 10    | Ella Wyllie        | NZL  | 23:07,53               | + 0:51,30     |
|       |                    | …    |                        |               |
| 11    | Noemi Rüegg        | SUI  | 23:08,86               | + 0:52,63     |
| 15    | Annika Liehner     | SUI  | 23:33,35               | + 1:17,12     |
| 17    | Paula Leonhardt    | GER  | 23:37,45               | + 1:21,22     |
| 21    | Lucy Mayrhofer     | GER  | 23:40,93               | + 1:24,70     |
| 38    | Nina Berton        | LUX  | 24:35,05               | + 2:18,82     |

Streckenlänge: 13,7 Kilometer

Es starteten 50 Fahrerinnen aus 31 Nationen.
Das Einzelzeitfahren der Juniorinnen gewann die Russin Aigul Garejewa, obwohl sie sich in der letzten Kurve verfuhr und, statt zum Ziel zu fahren, der für die Begleitwagen vorgesehenen Route folgte.

### Junioren

#### Straßenrennen
| Platz | Athlet             | Land | Zeit                    |
| ----- | ------------------ | ---- | ----------------------- |
| 1     | Quinn Simmons      | USA  | 3:38:04 h (40,749 km/h) |
| 2     | Alessio Martinelli | ITA  | + 0:56                  |
| 3     | Magnus Sheffield   | USA  | + 1:33                  |
| 4     | Enzo Leijnse       | NED  | gl. Zeit                |
| 5     | Gianmarco Garofoli | ITA  | gl. Zeit                |
| 6     | Vegard Stokke      | NOR  | gl. Zeit                |
| 7     | Alfred George      | GBR  | + 1:45                  |
| 8     | Frederik Wandahl   | DEN  | gl. Zeit                |
| 9     | Jakub Bouček       | CZE  | gl. Zeit                |
| 10    | Milan Paulus       | BEL  | + 3:25                  |
|       |                    | …    |                         |
| 14    | Marco Brenner      | GER  | gl. Zeit                |
| 18    | Georg Steinhauser  | GER  | + 1:54                  |
| 29    | Hannes Wilksch     | GER  | + 8:45                  |
| 41    | Elia Blum          | AUT  | + 14:58                 |
| 56    | Maximilian Kabas   | AUT  | + 16:49                 |
| 70    | Michel Heßmann     | GER  | + 17:17                 |
| 72    | Loïc Bettendorff   | LUX  | + 25:08                 |

Streckenlänge: 148,1 Kilometer

Es gingen 120 Fahrer aus 41 Nationen an den Start, 48 Fahrer konnten das Rennen nicht beenden.
In einem vom US-Team kontrollierten Rennen setzten sich 55 Kilometer vor dem Ziel fünf Fahrer ab, darunter neben dem späteren Weltmeister Quinn Simmons mit Magnus Sheffield (3.) ein weiterer US-Amerikaner. 33 Kilometer vor dem Ziel verblieb alleine Simmons an der Spitze und beendete den Wettbewerb als Solosieger.

#### Einzelzeitfahren
| Platz | Athlet               | Land | Zeit (min)             | Abstand (min) |
| ----- | -------------------- | ---- | ---------------------- | ------------- |
| 1     | Antonio Tiberi       | ITA  | 38:28.25 (43,046 km/h) |               |
| 2     | Enzo Leijnse         | NED  | 38:36,04               | + 0:07,79     |
| 3     | Marco Brenner        | GER  | 38:40,87               | + 0:12,62     |
| 4     | Quinn Simmons        | USA  | 38:48,19               | + 0:19,94     |
| 5     | Michel Heßmann       | GER  | 38:56,01               | + 0:27,76     |
| 6     | Andrea Piccolo       | ITA  | 38:58,18               | + 0:29,93     |
| 7     | Lars Boven           | NED  | 39:12,28               | + 0:44,03     |
| 8     | Leo Hayter           | GBR  | 39:19,29               | + 0:51,04     |
| 9     | Oscar Nilsson-Julien | GBR  | 39:28,36               | + 1:00,11     |
| 10    | Finn Fisher-Black    | NZL  | 39:33,75               | + 1:05,50     |
|       |                      | …    |                        |               |
| 26    | Maximilian Kabas     | AUT  | 40:56,30               | + 2:28,05     |
| 36    | Fabio Christen       | SUI  | 41:45,70               | + 3:17,45     |
| 47    | Elia Blum            | SUI  | 42:46,29               | + 4:18,04     |
| 49    | Loïc Bettendorff     | LUX  | 42:58,50               | + 4:30,25     |
| 54    | Joé Michotte         | LUX  | 43:22,69               | + 4:54,44     |

Streckenlänge: 27,6 Kilometer

Es gingen 64 Fahrer aus 35 Nationen an den Start.

Der Italiener Antonio Tiberi gewann das Einzelzeitfahren der Junioren, obwohl er kurz nach dem Start aufgrund eines Tretkurbeldefekts seine Rennmaschine wechseln musste.

## Medaillenspiegel
| Rang  | Land               | Gold | Silber | Bronze | Gesamt |
| ----- | ------------------ | ---- | ------ | ------ | ------ |
| 1     | Vereinigte Staaten | 3    | 1      | 2      | 6      |
| 2     | Niederlande        | 2    | 4      | 2      | 8      |
| 3     | Italien            | 2    | 2      | 1      | 5      |
| 4     | Dänemark           | 2    | 0      | 0      | 2      |
| 5     | Australien         | 1    | 0      | 1      | 2      |
| 6     | Russland           | 1    | 0      | 0      | 1      |
| 7     | Belgien            | 0    | 2      | 0      | 2      |
| 8     | Deutschland        | 0    | 1      | 1      | 2      |
| 8     | Schweiz            | 0    | 1      | 1      | 2      |
| 10    | Großbritannien     | 0    | 0      | 3      | 3      |
| Total | Total              | 11   | 11     | 11     | 33     |

## Aufgebote

### Bund Deutscher Radfahrer
- Frauen: Lisa Brennauer, Kathrin Hammes, Lisa Klein, Franziska Koch, Clara Koppenburg, Mieke Kröger, Liane Lippert
- Männer: Pascal Ackermann, Nikias Arndt, Marcus Burghardt, John Degenkolb, Simon Geschke, Jonas Koch, Tony Martin, Nils Politt, Jasha Sütterlin
- Männer (U23): Patrick Haller, Miguel Heidemann, Leon Heinschke, Juri Hollmann, Jonas Rutsch, Georg Zimmermann
- Juniorinnen: Paula Leonhardt, Lucy Mayrhofer, Friederike Stern, Anna-Helene Zdun
- Junioren: Marco Brenner, Michel Heßmann, Linus Rosner,[18] Georg Steinhauser, Hannes Wilksch, Luca Dreßler

### Österreichischer Radsport-Verband
- Frauen: Kathrin Schweinberger, Angelika Tazreiter, Anna Kiesenhofer
- Männer: Marco Haller, Michael Gogl, Felix Großschartner, Patrick Konrad, Hermann Pernsteiner, Lukas Pöstlberger, Matthias Brändle
- Männer (U23): Tobias Bayer, Felix Gall, Patrick Gamper, Markus Wildauer
- Junioren: Maximilian Kabas, Nikolas Riegler

### Swiss Cycling
- Frauen: Elise Chabbey, Marlen Reusser, Kathrin Stirnemann
- Männer: Michael Albasini, Silvan Dillier, Claudio Imhof, Marc Hirschi, Stefan Küng, Michael Schär, Danilo Wyss. Ersatzfahrer: Fabian Lienhard, Simon Pellaud
- Männer (U23): Stefan Bissegger, Robin Froidevaux, Marc Hirschi, Johan Jacobs, Mauro Schmid, Joel Suter. Ersatzfahrer: Damian Lüscher, Reto Müller
- Juniorinnen: Noëlle Buri, Annika Liehner, Mélissa Rouiller, Noemi Rüegg
- Junioren: Elia Blum, Fabio Christen. Ersatzfahrer: Arnaud Tendon

### Fédération du Sport Cycliste Luxembourgeois
- Frauen: Anne-Sophie Harsch, Elise Maes, Christine Majerus
- Männer: Ben Gastauer, Bob Jungels, Alex Kirsch, Tom Wirtgen
- Männer (U23): Kevin Geniets, Colin Heiderscheid, Arthur Kluckers, Michel Ries, Luc Wirtgen, Ersatzfahrer: Cédric Pries. Maxim Weyrich
- Juniorinnen: Nina Berton
- Junioren: Loïc Bettendorff, Joé Michotte, Mats Wenzel, Ersatzfahrer: Tom Paquet, Jacques Gloesener